# Eurovision Young Dancers 1985
La prima edizione dell'Eurovision Young Dancers si è svolta il 16 giugno 1985 presso il Teatro Municipale di Reggio Emilia, in Italia.
Il concorso si è articolato in un'unica finale, dove si sono esibiti giovani ballerini non professionisti di età compresa tra i 16 e 21 anni.
La vincitrice è stata Arantxa Argüelles in rappresentanza della Spagna.

## Organizzazione
L'idea di creare un concorso di danza dedicato ai giovani ballerini, venne all'Unione europea di radiodiffusione (UER), già creatrice del longevo Eurovision Song Contest, ed era inizialmente denominato Eurovision Competition for Young Dancers.
Il supervisore esecutivo del concorso è stato lo svizzero Frank Naef, già superiore esecutivo degli altri concorsi targati UER. Mentre la produzione esecutiva dell'edizione inaugurale è stata affidata all'italiano Ilio Cantani.

### Scelta della sede

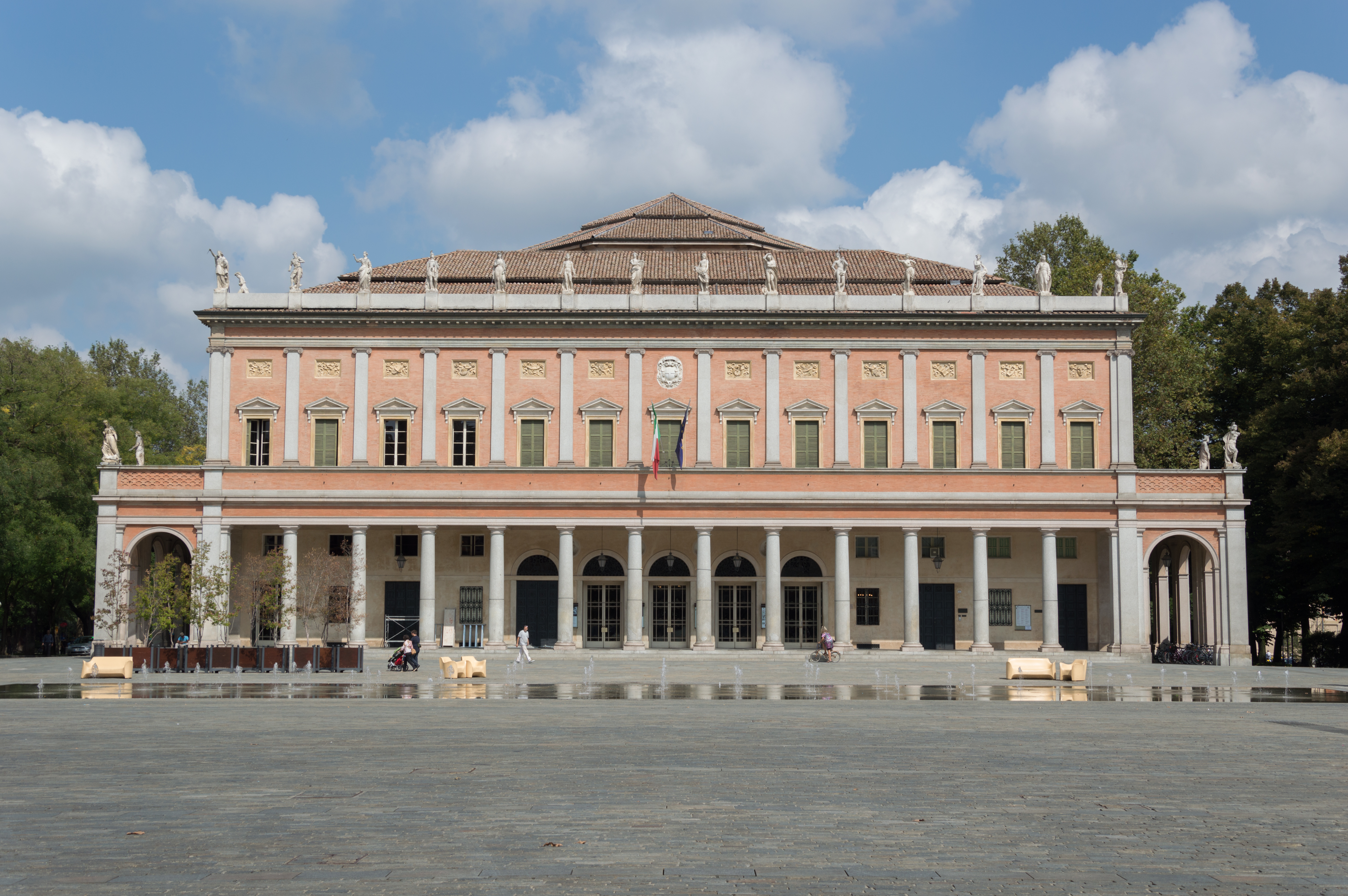
Il Teatro Municipale, sede dell'Eurovision Young Dancers 1985.

Dopo una serie di colloqui con le varie emittenti interessate, l'UER ha annunciato che l'Italia con l'emittente nazionale Rai avrebbero avuto l'onore di organizzare la manifestazione.
Subito dopo la conferma dell'organizzazione, Rai confermò che la sede sarebbe stata il Teatro Municipale, noto anche Teatro municipale Romolo Valli, rimontato così dopo la scomparsa dell'omonimo attore, collocato nella città di Reggio Emilia, in Emilia-Romagna.

### Format
Il contest è aperto a ballerini non professionisti tra i 16 e i 25, esibendosi in una coreografia a propria scelta che hanno preparato in precedenza.
I partecipanti sono valutati da una giuria di professionisti, che rappresentano vari stili di danza tra cui il balletto, il contemporaneo ed il moderno. Durante l'annuncio della classifica, a differenza degli altri concorsi UER, verranno annunciati soltanto i tre atti che si sono classificati sul podio.

## Finale
| N° | Nazione        | Danzatore                             |
| -- | -------------- | ------------------------------------- |
| 01 | Finlandia      | Anneke Lönnroth                       |
| 02 | Spagna         | Arantxa Argüelles                     |
| 03 | Belgio         | Ariane van de Vyver & Ben Huys        |
| 04 | Norvegia       | Arne Fagerholt                        |
| 05 | Francia        | Christine Landault & Stephane Elizabe |
| 06 | Paesi Bassi    | Jeanette den Blijker & Ruben Brugman  |
| 07 | Regno Unito    | Maria Almeida & Errol Pickford        |
| 08 | Svezia         | Mia Stagh & Göran Svalberg            |
| 09 | Italia         | Sabrina Vitangeli                     |
| 10 | Germania Ovest | Stefanie Eckhof                       |
| 11 | Svizzera       | Xavier Ferla                          |

## Giuria
Il vincitore è stato determinato da una giuria composta da 5 giudici:
- Peter Schaufuss (Presidente di giuria)
- Alicia Markova
- Paolo Bortoluzzi
- / Marika Bezobrazova
- Helba Nogueira

## Trasmissione dell'evento
Tutti i paesi che hanno partecipato hanno trasmesso il programma:
- Belgio (VRT)
- Finlandia (YLE)
- Francia (France 3)
- Germania Ovest (ZDF)
- Italia (RAI)
- Paesi Bassi (NOS)
- Norvegia (NRK)
- Regno Unito (BBC2)
- Spagna (TVE)
- Svezia (SVT)
- Svizzera (SRG SSR)